# Capital Market Authority Tower
Capital Market Authority Tower o CMA Tower è un grattacielo di 385 metri di Riyadh, in Arabia Saudita. La costruzione è iniziata nel 2010 ed è stata completata nel 2015. È diventato l'edificio più alto di Riyadh, superando il Kingdom Center e Burj Rafal e il secondo più alto del paese dopo il Abraj Al Bait Towers della Mecca. La torre ha 76 piani adibito ad uso commerciale e come uffici.